# Associazione Calcio Venezia 1994-1995
Questa voce raccoglie le informazioni riguardanti l'Associazione Calcio Venezia nelle competizioni ufficiali della stagione 1994-1995.

## Stagione
Nella stagione 1994-1995 il Venezia disputa il campionato di Serie B, il primo campionato che assegna tre punti alla vittoria. Con 50 punti coglie il nono posto in classifica, il Patron Maurizio Zamparini costruisce una buona squadra con grandi ambizioni di promozione, ma non trova una buona alchimia di squadra, e nel tentativo di darle equilibrio, cambia quattro allenatori, alternandoli alla guida dei neroverdi, nel corso della stagione. Con questa baraonda alla guida tecnica, il Venezia vira a metà torneo con 26 punti in ottava posizione, nel girone di ritorno fa ancora peggio, chiudendo a metà classifica. Due giocatori in doppia cifra, Raffaele Cerbone con 14 reti, ed il giovane Christian Vieri con 11 centri. Nella Coppa Italia subito fuori i neroverdi sconfitti nel primo turno (2-1) a Monza.

## Rosa
| N. |                   | Ruolo | Calciatore           |
| -- | ----------------- | ----- | -------------------- |
|    | Italia (bandiera) | C     | Giuseppe Accardi     |
|    | Italia (bandiera) | C     | Gabriele Ambrosetti  |
|    | Italia (bandiera) | D     | Fabiano Ballarin     |
|    | Italia (bandiera) | C     | Marco Barollo        |
|    | Italia (bandiera) | A     | Enio Bonaldi         |
|    | Italia (bandiera) | C     | Diego Bortoluzzi     |
|    | Italia (bandiera) | P     | Pierantonio Bosaglia |
|    | Italia (bandiera) | C     | Andrea Bottazzi      |
|    | Italia (bandiera) | C     | Matteo Centurioni    |
|    | Italia (bandiera) | A     | Raffaele Cerbone     |
|    | Italia (bandiera) | C     | Pierluigi Di Già     |
|    | Italia (bandiera) | D     | Giancarlo Filippini  |
|    | Italia (bandiera) | C     | Roberto Fogli        |
|    | Italia (bandiera) | D     | Cristiano Graziano   |

| N. |                   | Ruolo | Calciatore         |
| -- | ----------------- | ----- | ------------------ |
|    | Italia (bandiera) | D     | Pietro Mariani     |
|    | Italia (bandiera) | P     | Andrea Mazzantini  |
|    | Italia (bandiera) | A     | Alessandro Morello |
|    | Italia (bandiera) | C     | Mauro Nardini      |
|    | Italia (bandiera) | A     | Davide Pellegrini  |
|    | Italia (bandiera) | C     | Willy Pittana      |
|    | Italia (bandiera) | C     | Roberto Rossi      |
|    | Italia (bandiera) | D     | Cristian Servidei  |
|    | Italia (bandiera) | C     | Davide Tentoni     |
|    | Italia (bandiera) | D     | Paolo Tramezzani   |
|    | Italia (bandiera) | D     | Paolo Vanoli       |
|    | Italia (bandiera) |       | Varriale           |
|    | Italia (bandiera) | A     | Christian Vieri    |
|    | Italia (bandiera) | P     | Stefano Visi       |

## Risultati

### Campionato

#### Girone di andata
| Arbitro: | Arena (Ercolano) |

|  |           |             |
|  | Marcatori | 90’ Bonaldi |

| Arbitro: | Gronda (Genova) |

|  |           |              |
|  | Marcatori | 50’ G. Rossi |

| Arbitro: | Bonfrisco (Monza) |

|            |           |  |
| Di Già 49’ | Marcatori |  |

| Arbitro: | Treossi (Forlì) |

|  |           |                                        |
|  | Marcatori | 32’ (aut.) Pavan 38’ Vieri 88’ Cerbone |

| Venezia 2 ottobre 1994 5ª giornata | Venezia             | 0 – 0 | Piacenza | Stadio Pierluigi Penzo\| Arbitro: \| Collina (Viareggio) \| |
| Arbitro:                           | Collina (Viareggio) |       |          |                                                             |

| Arbitro: | Amendolia (Messina) |

|               |           |           |
| Cammarata 63’ | Marcatori | 46’ Vieri |

| Arbitro: | Cardona (Milano) |

|           |           |  |
| Baldi 20’ | Marcatori |  |

| Arbitro: | Borriello (Mantova) |

|  |           |                        |
|  | Marcatori | 58’ Cossato 90’ Melosi |

| Arbitro: | Ceccarini (Livorno) |

|                                  |           |                |
| Di Carlo 16’ R. Rossi 61’ (aut.) | Marcatori | 39’ Bortoluzzi |

| Arbitro: | Trentalange (Torino) |

|                               |           |  |
| D. Pellegrini 11’ Cerbone 70’ | Marcatori |  |

| Arbitro: | Rosica (Roma) |

|                                     |           |  |
| Campilongo 28’ (rig.) Maiellaro 61’ | Marcatori |  |

| Arbitro: | Bazzoli (Merano) |

|                   |           |                              |
| Calori 22’ (aut.) | Marcatori | 45’, 89’ F. Marino 50’ Pizzi |

| Arbitro: | Tombolini (Ancona) |

|              |           |  |
| Pistella 65’ | Marcatori |  |

| Arbitro: | Farina (Novi Ligure) |

|           |           |  |
| Vieri 71’ | Marcatori |  |

| Arbitro: | De Santis (Tivoli) |

|              |           |               |
| Scugugia 12’ | Marcatori | 6’, 45’ Vieri |

| Arbitro: | D. Messina (Bergamo) |

|                                     |           |           |
| Cerbone 25’ (64) Tontini 90’ (aut.) | Marcatori | 66’ Tosto |

| Ascoli Piceno 8 gennaio 1995 17ª giornata | Ascoli          | 0 – 0 | Venezia | Stadio Cino e Lillo Del Duca\| Arbitro: \| Braschi (Prato) \| |
| Arbitro:                                  | Braschi (Prato) |       |         |                                                               |

| Arbitro: | Tombolini (Ancona) |

|           |           |                |
| Vieri 50’ | Marcatori | 5’ Cappellacci |

| Arbitro: | Pellegrino (Barcellona Pozzo di Gotto) |

|                       |           |                |
| Ceramicola 32’ (rig.) | Marcatori | 51’ Ambrosetti |

#### Girone di ritorno
| Arbitro: | Franceschini (Bari) |

|                            |           |                              |
| Cerbone 34’ Ambrosetti 79’ | Marcatori | 22’, 44’ Negri 63’ Buonocore |

| Arbitro: | Pacifici (Roma) |

|                           |           |                                             |
| G.C. Filippini 88’ (aut.) | Marcatori | 34’ Ambrosetti 55’ Vieri 90’ (rig.) Cerbone |

| Arbitro: | Lana (Torino) |

|            |           |  |
| Sergio 77’ | Marcatori |  |

| Arbitro: | Braschi (Prato) |

|                         |           |                                    |
| Cerbone 23’ Nardini 90’ | Marcatori | 17’ Ganz 80’ Scapolo 89’ Vecchiola |

| Arbitro: | Gronda (Genova) |

|                          |           |             |
| Piovani 24’ De Vitis 60’ | Marcatori | 90’ Pittana |

| Arbitro: | Farina (Novi Ligure) |

|                   |           |  |
| D. Pellegrini 18’ | Marcatori |  |

| Arbitro: | Arena (Ercolano) |

|                                      |           |  |
| D. Pellegrini 29’ Cerbone 68’ (rig.) | Marcatori |  |

| Arbitro: | Rodomonti (Teramo) |

|                       |           |                 |
| Cossato 25’ Maran 48’ | Marcatori | 5’ (rig.) Vieri |

| Arbitro: | Nicchi (Arezzo) |

|           |           |                          |
| Vieri 51’ | Marcatori | 44’ M. Rossi 68’ Praticò |

| Arbitro: | De Prisco (Nocera Inferiore) |

|                            |           |  |
| Pagano 14’ Cornacchini 47’ | Marcatori |  |

| Arbitro: | Pacifici (Roma) |

|                              |           |                      |
| Cerbone 43’ Vieri 90’ (rig.) | Marcatori | 57’ (rig.) Maiellaro |

| Arbitro: | Bonfrisco (Monza) |

|                                     |           |             |
| A. Carnevale 76’, 79’ Banchelli 89’ | Marcatori | 22’ Pittana |

| Arbitro: | Quartuccio (Torre Annunziata) |

|                                      |           |                  |
| Cerbone 11’, 90’ Pistella 83’ (aut.) | Marcatori | 58’ (aut.) Fogli |

| Salerno 7 maggio 1995 33ª giornata | Salernitana          | 0 – 0 | Venezia | Stadio Arechi\| Arbitro: \| Farina (Novi Ligure) \| |
| Arbitro:                           | Farina (Novi Ligure) |       |         |                                                     |

| Arbitro: | Brignoccoli (Ancona) |

|  |           |                          |
|  | Marcatori | 45’ Romano 55’ Teodorani |

| Arbitro: | D. Messina (Bergamo) |

|                |           |             |
| Di Stefano 61’ | Marcatori | 53’ Pittana |

| Arbitro: | Lana (Torino) |

|                                               |           |  |
| Vieri 20’ (rig.) Pittana 23’, 64’ Cerbone 49’ | Marcatori |  |

| Arbitro: | Rodomonti (Teramo) |

|                            |           |                         |
| Massara 62’ N. Amoruso 90’ | Marcatori | 54’ Nardini 83’ Cerbone |

| Arbitro: | Bolognino (Milano) |

|                        |           |                   |
| Cerbone 3’ Pittana 88’ | Marcatori | 78’ Notaristefano |

### Coppa Italia
| Arbitro: | Dinelli (Lucca) |

|                           |           |             |
| Guerzoni 12’ Giorgio 117’ | Marcatori | 15’ Bonaldi |